# Jakob Christmann (Orientalist)

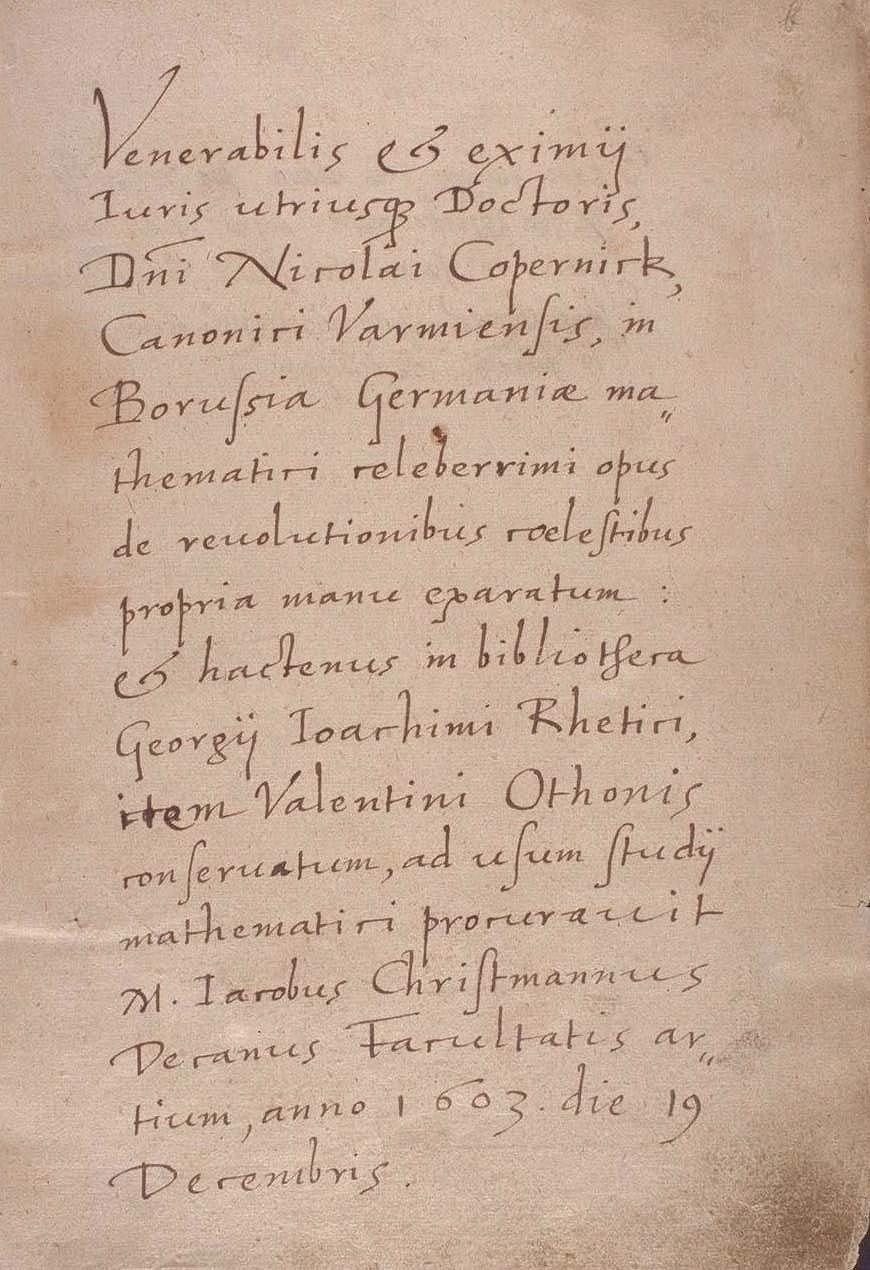
Vorwort Christmanns zum Manuskript von De revolutionibus orbium coelestium, 1603

Jakob Christmann (* November 1554 in Johannisberg, heute Geisenheim; † 16. Juni 1613 in Heidelberg) war ein deutscher Orientalist und Hochschullehrer, der sich auch mit astronomischen Fragestellungen befasste.

## Laufbahn

### Universität Heidelberg
Christmann wurde im Rheingau in eine jüdische Familie geboren und konvertierte vor 1578 zum Christentum. Ab 1573 studierte er hauptsächlich Orientalistik am Heidelberger Collegium Sapientiae und wurde dort Lehrer am sogenannten Dionysianum. Dann schloss er sich dem Mediziner und Humanisten Thomas Erastus an und folgte ihm zuerst nach Basel und später zurück an die Universität Heidelberg, wo er den Magistertitel erlangte. Als sich 1578 beide wegen ihres reformierten Bekenntnisses weigerten, die vom neuen Kurfürsten Ludwig VI. für verbindlich erklärte Konkordienformel zu unterschreiben, mussten sie die lutherisch ausgerichtete Universität verlassen. Christmann begab sich auf eine Studienreise, die ihn nach Breslau, Wien und Prag führte.

### Casimirianum Neustadt
Schließlich wechselte Christmann an das 1578 durch den Bruder des Kurfürsten, den Pfalzgrafen Johann Casimir, als reformierte Hochschule gegründete Casimirianum in Neustadt an der Haardt. Im Jahre 1582 widmete er dort dem Rektor und den Professoren seine arabische Grammatik Alphabetum arabicum, die offenbar als Lehrbuch für die Studenten gedacht war.

### Universität Heidelberg (Professur)
Als nach dem Tod Ludwigs VI. (1583) reformierte Hochschullehrer in Heidelberg wieder akzeptiert wurden, wurde Christmann 1584 dorthin zum Professor für Hebräisch berufen. Nebenher erstellte er einen Katalog der Handschriften des französischen Sprachforschers Guillaume Postel, die seit 1551 im Heidelberger Schloss aufbewahrt wurden. 1590 gab er eine neue lateinische Übersetzung des astronomischen Lehrbuchs von al-Farghani heraus. Ab 1591 lehrte er zusätzlich aristotelische Logik.
1602 ernannte ihn Kurfürst Friedrich IV. zum Rektor der Heidelberger Universität. 1608 erhielt er den europaweit ersten Lehrstuhl für arabische Sprache, eine Stelle, die er bereits 1590 gefordert hatte.

## Werke und Schriftzeugnisse

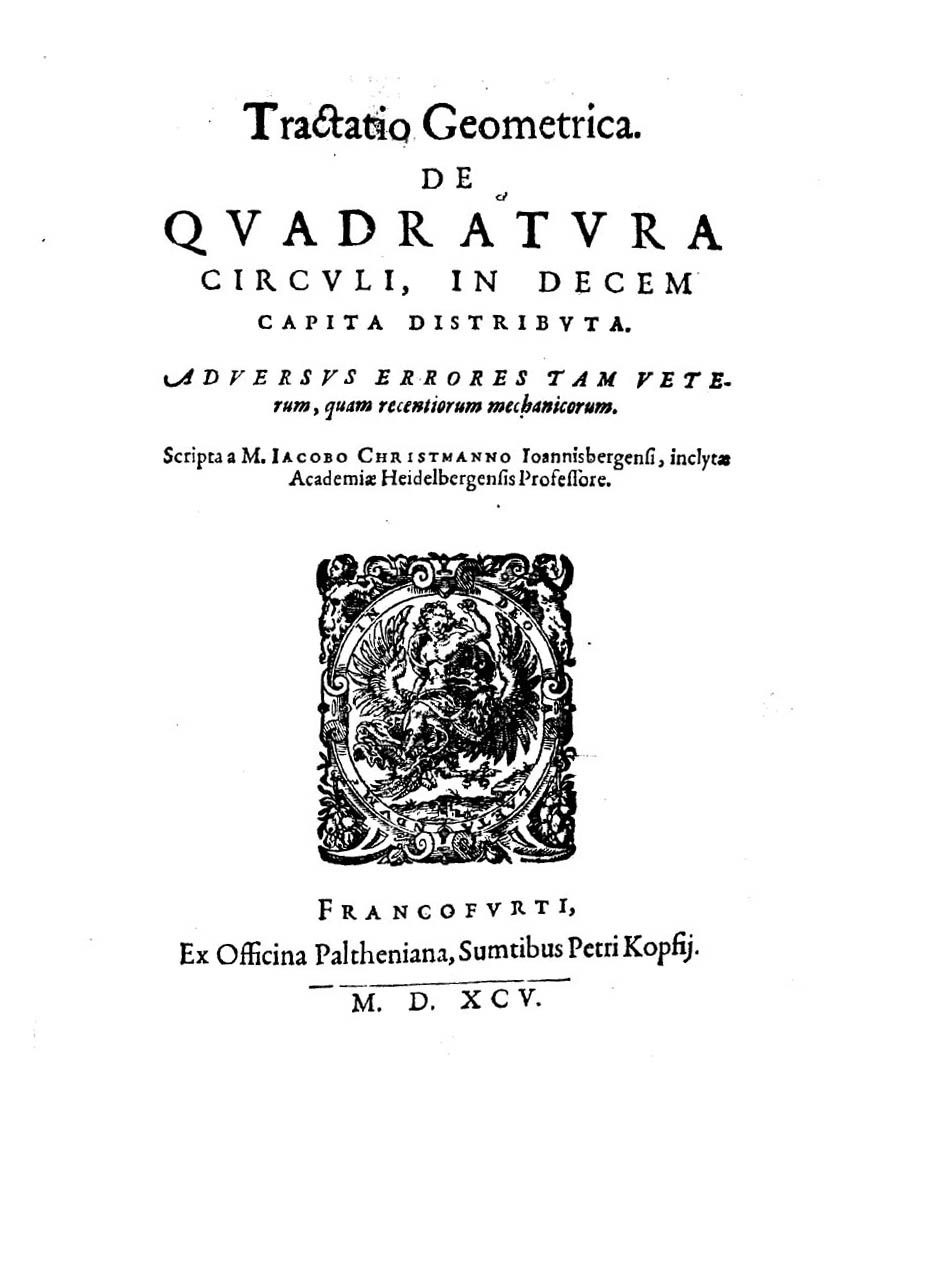
Tractatio geometrica de quadratura circuli, 1595

### Bücher
- Alphabetum Arabicum cum isagoge Arabice legendi ac scribendi. Neustadt 1582.
- Muhammedis Alfarganii Arabis chronologia et astronomiae elementa. Frankfurt 1590.

### Briefe
- Brief vom 11. April 1604 an Johannes Kepler

Christmann nennt in dem lateinisch geschriebenen Brief an den „hochberühmten Herrn Kaiserlichen Mathematiker Johannes Kepler“ diesen seinen „verehrungswürdigen Freund“. Aus Formulierungen geht hervor, dass beide offenbar schon vorher Kontakt hatten. Vermutlich gab es auch weitere Korrespondenz, die nicht erhalten geblieben ist.

### Sonstiges
- Vorwort vom 19. Dezember 1603 zum Kopernikus-Manuskript

Das Manuskript des Werkes De revolutionibus orbium coelestium von Nicolaus Kopernicus erhielt eingangs das folgende von Christmann handgeschriebene und signierte lateinische Vorwort: Venerabilis et eximii iuris utriusque Doctoris D(omi)ni Nicolai Copernick Canonici Varmiensis in Borussia Germaniae mathematici celeberrimi opus… Übersetzt lautet dies: Des Herrn Nicolaus Kopernikus, des ehrwürdigen und hervorragenden Doktors beider Rechte, ermländischen Domherrn in Deutsch-Preußen und hochberühmten Mathematikers Werk…
Seit 1953 befindet sich das Manuskript unter der Signatur Ms. BJ. 10 000 in der Bibliotheca Jagellonica der Universität Krakau.